# Mármol cipolino

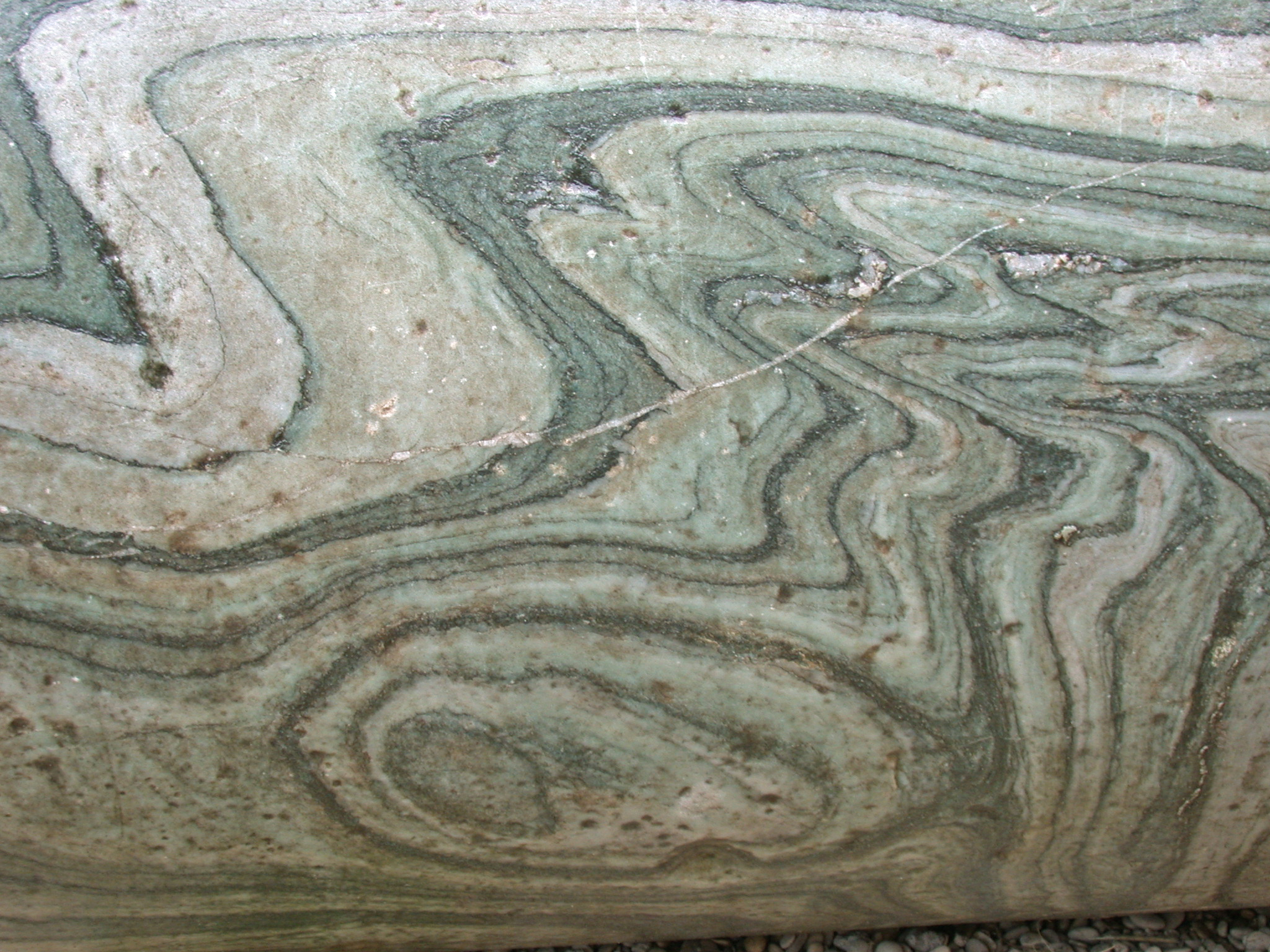
Una columna de mármol de Caristo en la Basílica de Majencio en Roma

El mármol cipolino o mármol de Caristo fue una variedad de mármol usado por los antiguos griegos y romanos, cuyo término latino para él era marmor carystium (lo que significa «mármol de Caristo»). Se obtenía de varios lugares en la costa suroeste de la isla griega de Eubea, entre las ciudades modernas de Styra y Caristo. Algunas de estas antiguas canteras sobreviven con una superficie minera de más de 100 metros.
Tiene una base verdiblanca, con gruesas y onduladas vetas verdes, por estratos de mica. El color de su base y el grano se hace más oscuro cuanto más al norte esté la cantera. Es una roca metamórfica, un mármol cristalino con cristales entre 0,2 y 0,6 mm, con vetas coloreadas de epidota y clorita. Un mármol similar en apariencia al cipolino se obtenía en la península ibérica en las minas de Anasol (Almería), y en los Alpes Apuanos, en el noroeste de Grecia y Serbia.
Se usó primero en la antigua Grecia, fue exportado a Roma desde el siglo I a. C. en adelante: en su Historia Natural, Plinio el Viejo cuenta cómo columnas de este mármol fueron usadas en la casa del équite Mamurra, quien había sido ingeniero de Julio César en su guerra de las Galias. Las canteras que lo produjeron se convirtieron en propiedad imperial, y el mármol cipolino se convirtió en algo común por toda Roma durante todo el período imperial. Se usó principalmente para fustes de columnas, incluyendo las largas y pulidas, como las columnas del pronaos del templo de Antonino y Faustina en el Foro de Roma. También se usó para la escultura, como la de un cocodrilo en el Canopus de la Villa Adriana en Tívoli, donde su color se usó para imitar el color de la piel de cocodrilo. Siguió siendo explotada y usada por el Imperio Bizantino hasta bien entrado el siglo V.